# Dawca krwi

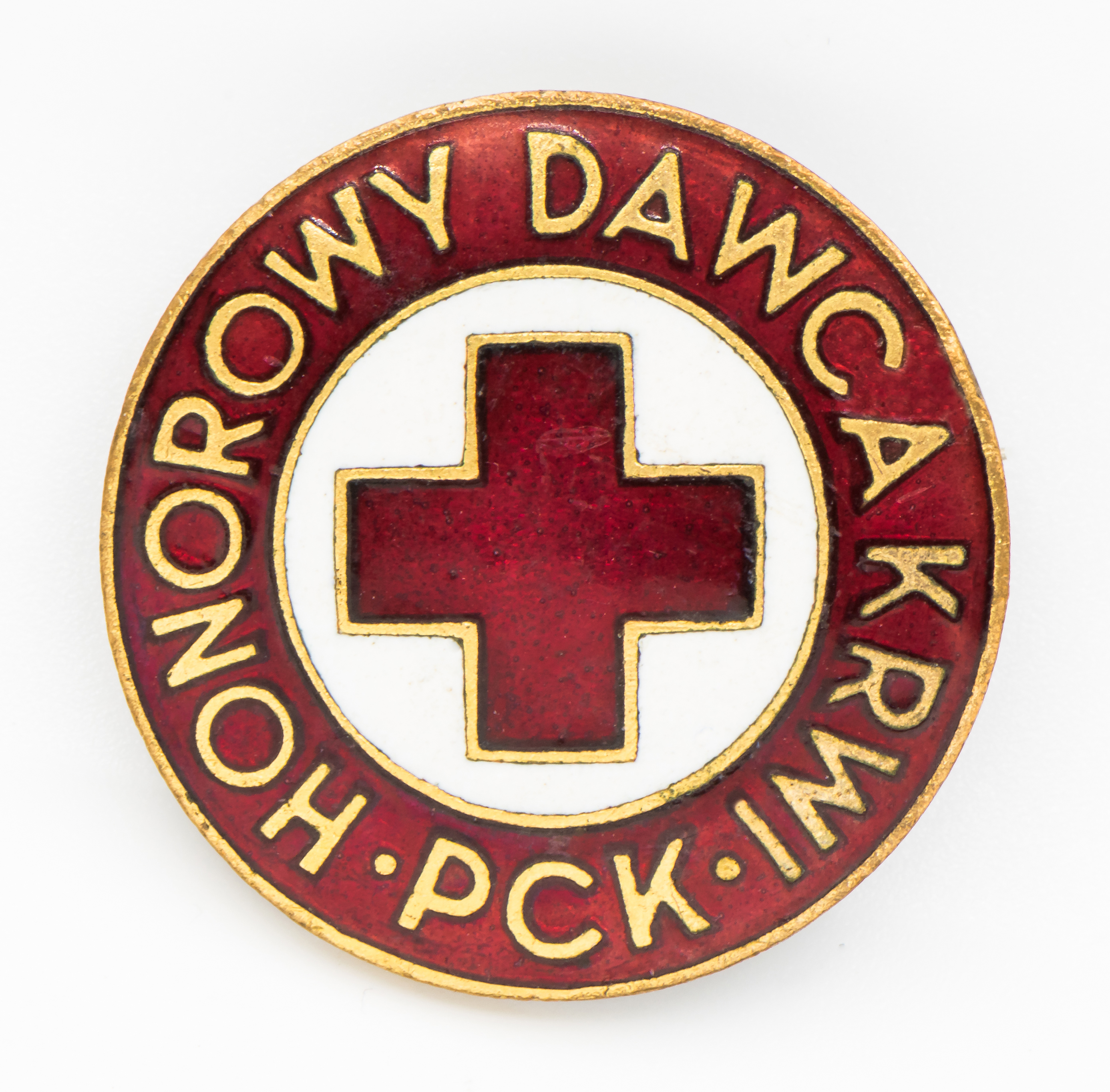
Odznaka Honorowego Dawcy Krwi

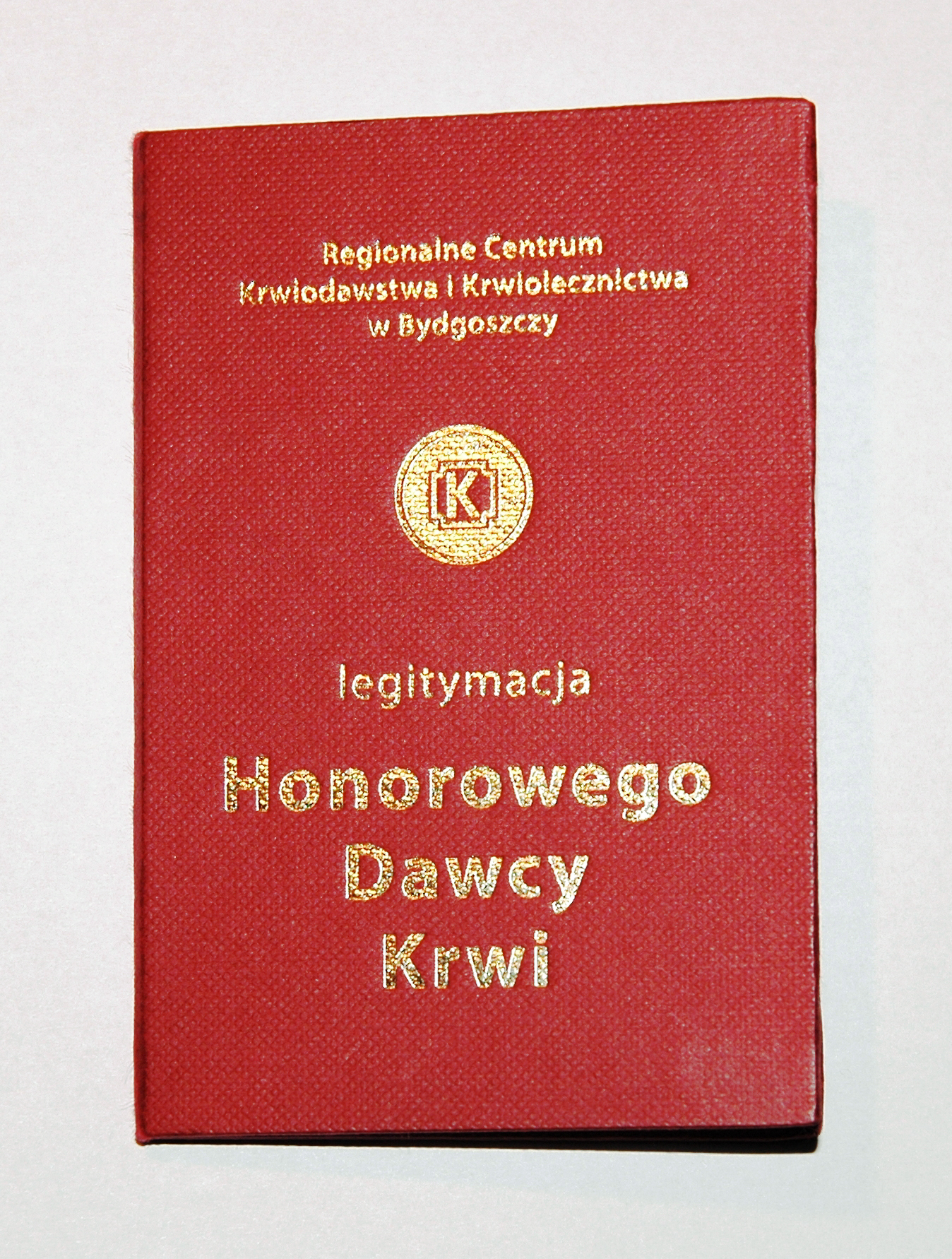
Legitymacja Honorowego Dawcy Krwi

Dawca krwi – osoba, od której pobiera się krew dla celów leczniczych.

## Opis
Powszechnie uważa się, że oddawanie krwi jest pięknym czynem, który utrzymuje przy życiu ludzi zagrożonych. W Polsce popularyzuje się honorowe oddawanie krwi od 1945, kiedy zakończyła się II wojna światowa. 
Osoby honorowo, czyli nieodpłatnie oddające krew, zrzeszają się w klubach Honorowych Dawców Krwi. Honorowe krwiodawstwo promuje m.in. Polski Czerwony Krzyż, za pomocą np. ulotek oraz Europejska Fundacja Honorowego Dawcy Krwi za pomocą kampanii społecznej KREWNIACY, w której udział bierze wiele znanych polskich artystów. 
Aby móc przetoczyć krew biorcy, musi on mieć zgodną grupę krwi w układzie AB0 i układzie Rh z krwią dawcy.